# جيوفاني بوتيرو
جيوفاني بوتيرو، هو مُفكّر إيطالي، كاهن، شاعر ودبلوماسي، عاش في الفترة الممتدة بين عامي (1544 وحتّى 1617)، اشتهر بأحد أهم أعماله وهو (سبب وجود الدولة)، حيث يُجادل «بوتيرو» ضد الفلسفة السياسية غير الأخلاقية المرتبطة بالأمير نيكولو ميكافيللي لعدة أسباب، ليس لكونه يفتقر للأساس المسيحي فحسب، بل ببساطة لأنه لم يُفلِح. طالب بوتيرو بوجود علاقة أكثر تطوّرًا بين الأمراء وشعبهم، مُستندًا بأفكاره السياسية والاقتصادية بشكل أساسي إلى أفكار الراهب الدومينيكاني توما الأكويني، مما يمنح الشعب مزيدًا من القوة في إدارة شؤون الدولة السياسية والاقتصادية. استطاع بوتيرو بهذه الطريقة التنبؤ بأفكار المُفكرين الليبراليين اللاحقين، مثل جون لوك وآدم سميث.

## النشأة
وُلِد بوتيرو نحو عام 1544 في بلدة «بيني فاجينا»، في الإمارة الإيطالية الشمالية في «بييمونتي»-إحدى أقاليم إيطاليا العشرين-، حيث أُرسِل للكليّة اليسوعية في مدينة «باليرمو» عندما كان في الخامسة عشرة من العمر، انتقل بعدها إلى الكلية الرومانية، وعُرّف على تدريس بعض من أكثر المفكرين الكاثوليك نفوذًا في القرن السادس عشر، بمن فيهم «خوان دي ماريانا» الذي يُدافع في كتابه (عن الملك وتعليم الملك) عن حق الشعوب في الإطاحة بالحكّام المُستبدّين. 
أُرسِل بوتيرو في عام 1565 لتدريس الفلسفة والبلاغة في الكليّات اليسوعية في فرنسا، بدأ في مدينة «يبلوم»، وانتقل ليُكمل بعدها في باريس. شهد النصف الثاني من القرن السادس عشر تقسيمًا للمملكة على نحو هائل وعنيف في كثير من الأحيان بسبب الحروب الدِينية الفرنسية، ظلّت باريس مُشتعلة طوال فترة إقامة بوتيرو فيها منذ 1567 وحتّى عام 1569، استُدعي إلى إيطاليا بعد وقوع الإثارة، وذلك لتورطه على ما يبدو في الاحتجاجات الإسبانية.
قضى بوتيرو سبعينيات القرن العشرين في التنقّل بين الكليّات اليسوعية في ميلانو، وبادوا، وجنوة ومن ثم عاد إلى ميلانو. سُرّح من النظام اليسوعي عام 1580، وذلك بعد أن ألقى موعظة غير صحيحة من الناحية العقائدية، حيث شكّك في السُلطة الزمانيّة/الدنيويّة للبابا.

## السكرتاريا والدبلوماسية
اتخذت حياة بوتيرو منحًى كبيرًا في ذلك الوقت، حيث فوّضه أسقف ميلان «تشارلز بوروميو» ليكون المساعد الشخصي. قدّمه بوروميو إلى الجانب العملي لإدارة الكنيسة، غالبًا ما يكون اجتماعيًا مع نبلاء شمال إيطاليا، وبخاصة دوق سافوي «تشارلز إيمانويل الأول»، استمر بوتيرو في خدمته للعائلة حتى بعد وفاة الأسقف عام 1584؛ كمساعد لفيدريكو، ابن أخ الأسقف بوروميو.
شارك بوتيرو في مهمة دبلوماسية إلى فرنسا نيابة عن «تشارلز إيمانويل»، وذلك قبل أن يبدأ بالعمل مع فيدريكو. أمضى بوتيرو معظم عام 1585 في باريس، يناقش الشؤون اليومية، وربما يستمع للنقاشات التآمرية، فيما إذا كان البابا سيُجيز لدوق «جوزيه» قتَل الملك الفرنسي بمساعدة من دوق سافوي وملك إسبانيا فيليب الثاني، حتى يتمكّنوا من شن هجوم واسع ضد الكالڤينين الفرنسيين والسويسريين. لم يسمح لهم البابا بتنفيذ مخططهم، وتأجل الهجوم وأصبح معتدلًا، لكن مؤامرة كهذه تروي لنا نوع النقاش السياسي الذي دار في خمسينيات القرن العشرين، وأي نوع من المتاعب التي عاشتها فرنسا.

## الأعمال والأفكار
نشر بوتير مع حلول أواخر عام 1580 بعض من الأعمال، كان من أبرزها قصيدة ملحميّة أُهديت لملك فرنسا هنري الثالث عام 1573، والتعقيب اللاتيني على الكتاب المقدس العبري الذي عُنوِن بِـ «الحكمة الملكية» عام 1583، لكن أهم أعماله لم تأتِ بعد.
نشر بوتيرو عام 1588 لأول مرة كتابه «حول أسباب عظمة المُدن». تنبؤًا بعمل «توماس مالتوس»، يوجز بوتيرو هنا مناقِب المدينة المُنتِجة والمغذية، حيث تُمثل الأولى معدل التكاثر البشري، في حين تمثل الأخيرة قدرة منتجات المدينة وريفها على الحفاظ على الناس. تنمو المدن عندما تكون مناقبها المُغذية أكبر من المنتجة/التوالدية، ولكن في هذه المرحلة الحتمية عندما تنعكس المناقِب، تبدأ المدينة في الموت.
أكمل بوتيرو في عام 1589 أكثر أعماله شهرةً (سبب وجود الدولة)، حيث يُجادل فيه بأنه من الواجب على سلطة الأمير أن ترتكز لأي شكل من أشكال الموافقة الشعبية، ويجب على الأمراء بذل كل جهد ممكن ليكسبوا عاطفة الشعب وإعجابهم، وهذا يختلف عن فلسفة ميكافيللي الذي يعتبر أنه ليس أمرًا كافيًا أن تبدو كأمير عادل، لأن طبيعة الشخص الحقيقية سوف تظهر دومًا؛ لكن حسب نصيحة بوتيرو يجب على المرء أن يكون أميرًا عادلًا.
جاءت فكرة العدالة إلى ذهن بوتيرو بعد تعرّضه للأفكار «التوماوية»، بالإضافة لقانون الحق الطبيعي في نشر نظام الكليّة اليسوعية، حيث أنها تأثرت إلى حد كبير بعمل كل من المفكرين الدومينيكانيين «فرانسيسكو دي فيتوريا»، «دومينغو دي سوتو» من مدرسة سالامانكا. يناقش توما الأكويني أيضًا بأن الله قد غرس مع كل فرد بعضًا من الحقوق الطبيعية، وبالتالي يمكن أن يجتمع البشر لخلق مجتمعات عادلة إذا ما قاموا باستخدام العقل. تخيَّلَ أكويناس-من الناحية السياسية-بأن الناس سيقررون اختيار ملك مناسب بحيث يستثمرونه ضمن سلطات معينة لحمايتهم ويقودهم نحو الازدهار، يقول أكويناس: «إذا تحوّل الملك لطاغية؛ فإن من الحق الطبيعي للناس هو عزله». كان ذلك أول معارضة مباشرة للأفكار التي تدعم السيادة المطلقة التي منحها الله للملوك كما كان يقدمها اللاهوتيون البروتستانت في أوائل القرن السادس عشر، وبعض المفكرين السياسيين مثل الفقيه الفرنسي «جان بودين» في نهاية القرن.

## أعماله اللاحقة، الأفكار وتأثيره
واِصل بوتيرو خلال تسعينيات القرن الخامس عشر في وظيفته لدى «فيدريكو بورميرو» الذي أصبح رئيس أساقفة ميلان عام 1595. خالط بوتيرو في هذه السنوات المجتمع الراقي في روما وميلانو، نشر عملًا آخر تحت اسم «العلاقات العالمية» ليُصبح معروفًا بشكل جيد. صدر في أربع مجلدات بين عامي 1591 و1598 (ونُشر أخيرًا المجلد الخامس في أواخر القرن التاسع عشر). تُشير كلمة (العلاقات) في العنوان إلى أولئك في الكنيسة الكاثوليكية (العالمية) في مختلف أنحاء العالم، وهي دراسة عن قوة جميع القوى في أوروبا وآسيا، وتشمل الأمريكيتين أيضًا. يُمثّل هذا العمل بداية للدراسات الديموغرافية.

## وصلات خارجية
- جيوفاني بوتيرو على موقع الموسوعة البريطانية (الإنجليزية)

- أعمال أو نبذة عن جيوفاني بوتيرو على أرشيف الإنترنت